# Глотание шпаг

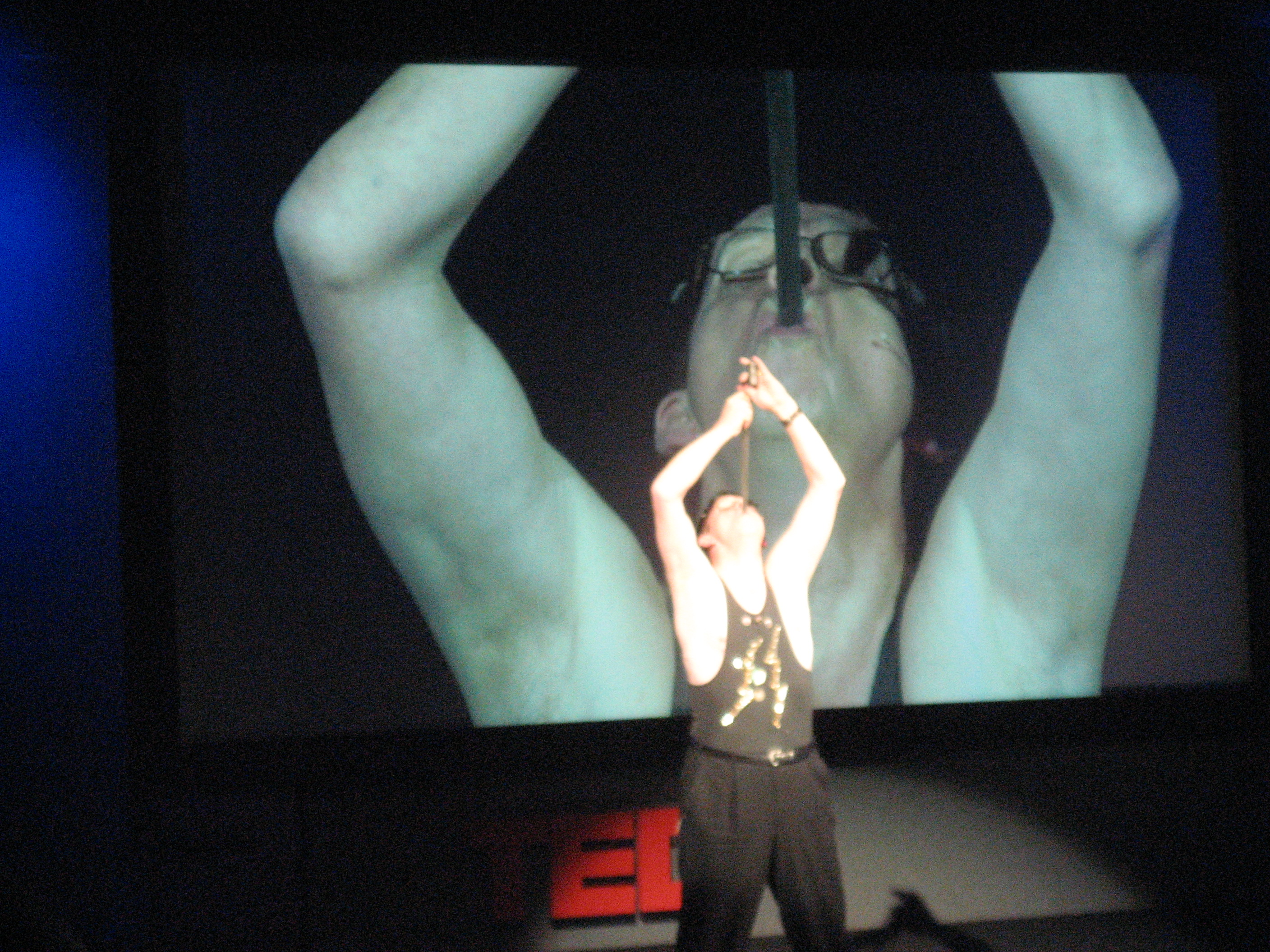

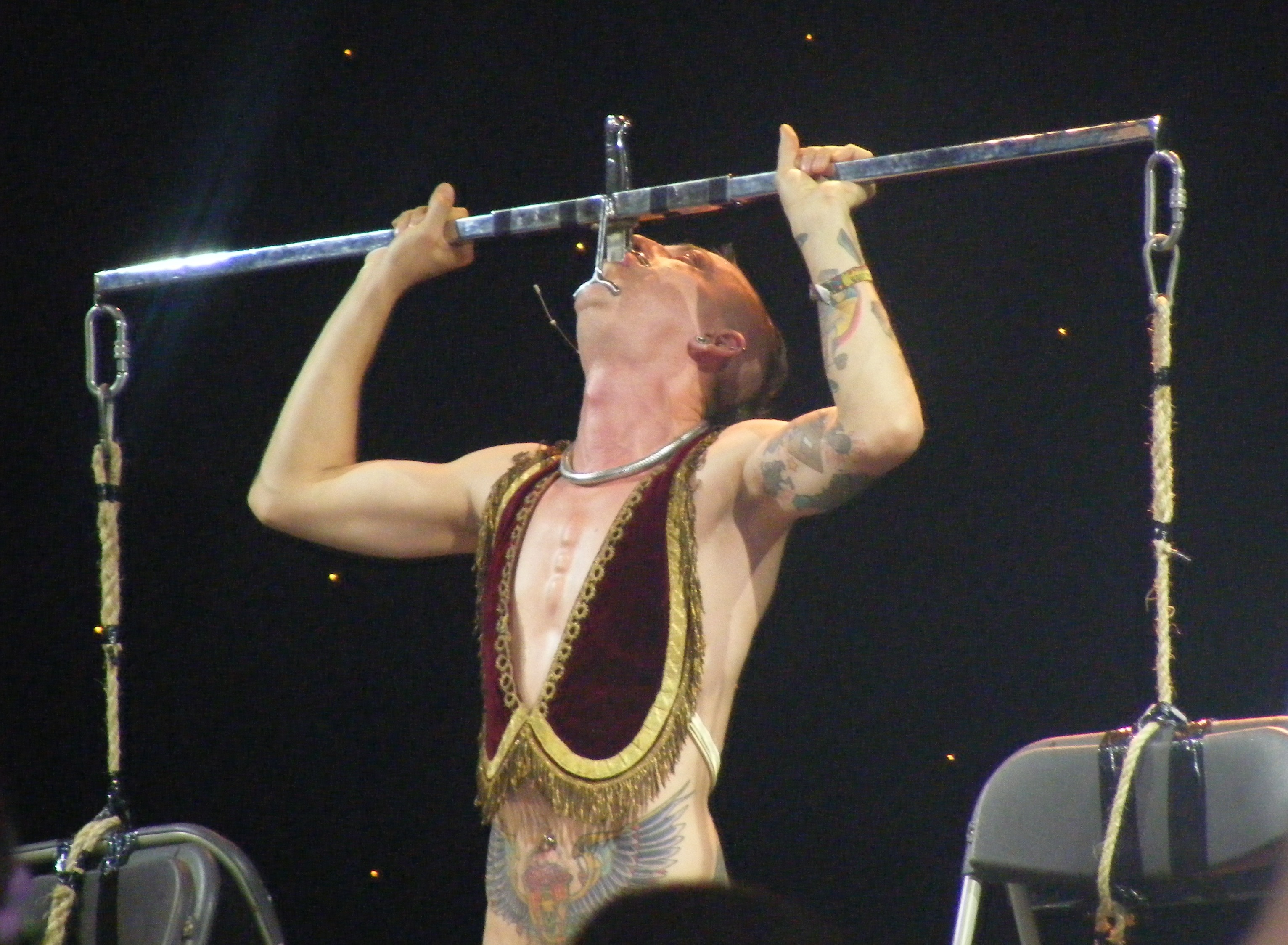

Глотание шпаг — устоявшееся название циркового трюка, известного ещё со времён Древней Индии (которая считается его родиной) и Античности (в частности, о нём упоминает Апулей в романе «Метаморфозы»), заключающегося в частичном или полном глотании (помещении через рот и пищевод в желудок) длинного острого предмета (как правило, меча) без каких-либо телесных повреждений.
Зародившись в Индии приблизительно в 2000-х годах до н. э., уже к рубежу нашей эры глотание шпаг пришло в Европу, а к VIII веку н. э. — в Китай и Японию. Свой первый расцвет это искусство испытало в Европе в период Раннего и начала Высокого Средневековья, когда было неотъемлемой частью выступлений уличных театров и бродячих иллюзионистов, однако после основания в 1231 году Инквизиции глотателей шпаг, как и многих других подобных артистов, стали преследовать. Популярность искусства несколько раз возрождалась в XIX веке, причём если в Скандинавии пик пришёлся на начало XIX века, а в 1893 году практика была поставлена вне закона после множественных случаев гибели исполнителей, то в США расцвет искусства в уличных шоу начался именно в конце XIX века, откуда затем распространился в страны Западной Европы и оставался популярным как развлечение для широкой публики до середины XX века. Способности глотателей шпаг внесли определённый вклад в развитие эндоскопии.
Данный процесс не представляет собой глотания в истинном смысле этого слова: естественный рефлекс глотания и тошноты при введении в рот постороннего предмета при нём, наоборот, подавляется, чтобы дать возможность мечу (шпаге) пройти от рта до желудка. Данная практика требует длительного и серьёзного обучения и чрезвычайно опасна, поскольку при ней имеет место высокий риск, в том числе смертельного исхода. На сегодняшний день в мире насчитывается менее 100 профессиональных глотателей шпаг, причём даже среди них многие используют дополнительные меры предосторожности, такие как проглатывание перед выступлением специальных направляющих трубок из очень тонкого металла длиной 45-50 сантиметров и шириной 25 миллиметров, что позволяет впоследствии вводить в глотку шпагу с меньшей опасностью.